# Cascada de Cimbarra
La cascada de Cimbarra es una cascada formada por el río Guarrizas situada unos 2 km al sur de Aldeaquemada y a 11 km al este de Despeñaperros, en el norte de la provincia de Jaén, Andalucía (España), que está declarada paraje natural por la Junta de Andalucía en una extensión de 534 ha, fundamentalmente por sus valores geológicos y paisajísticos.

## Descripción
Por un lado está situada en los límites orientales de la Sierra Morena, de orientación este-oeste, pero que es atravesada por algunos ríos orientados de norte a sur, haciendo que algunas zonas de la meseta central drenen hacia el sur, hacia el río Guadalquivir, atravesando la teórica barrera natural de la Sierra Morena. Este es el caso del río Guarrizas que forma la cascada de Cimbarra, pero también es el caso del cercano desfiladero de Despeñaperros, que también es utilizado por el hombre para comunicar la Meseta Central con Andalucía.
Por otro lado, la Cimbarra se produce por una falla transversal al cauce del río Guarrizas de unos 20 m de altura y que pone al descubierto parte de la historia geológica del entorno, una pared vertical compuesta por cuarcita "armoricana" de gran dureza, formada en el mar hace 500 millones años a comienzos de la Era Primaria, que posteriormente sería cubierta por materiales más modernos y que en el Carbonífero (hace unos 320 millones de años en la Orogenia Hercínica) quedarían elevados y expuestos a la erosión, quedando finalmente al descubierto aquí al igual que en Despeñaperros. 
En los estratos de cuarcita "armoricana" quedan a veces al descubierto espectaculares ripples o rizaduras de oleaje fosilizadas, como las que podemos observar en cualquier fondo marino arenoso, lo que nos desvela su origen. También excepcionalmente quedan al descubierto crucianas o rastros fósiles de organismos que dejaron su marca en el sedimento arenoso hace casi 500 millones de años. 
Por otro lado, tanto en la cascada de Cimbarra, Despeñaperros como en cuevas del entorno se presentan importantes ejemplos de pinturas rupestres neolíticas, prueba del valor estratégico que este territorio tiene como lugar de paso obligado de civilizaciones desde la Meseta Central hacia Andalucía.

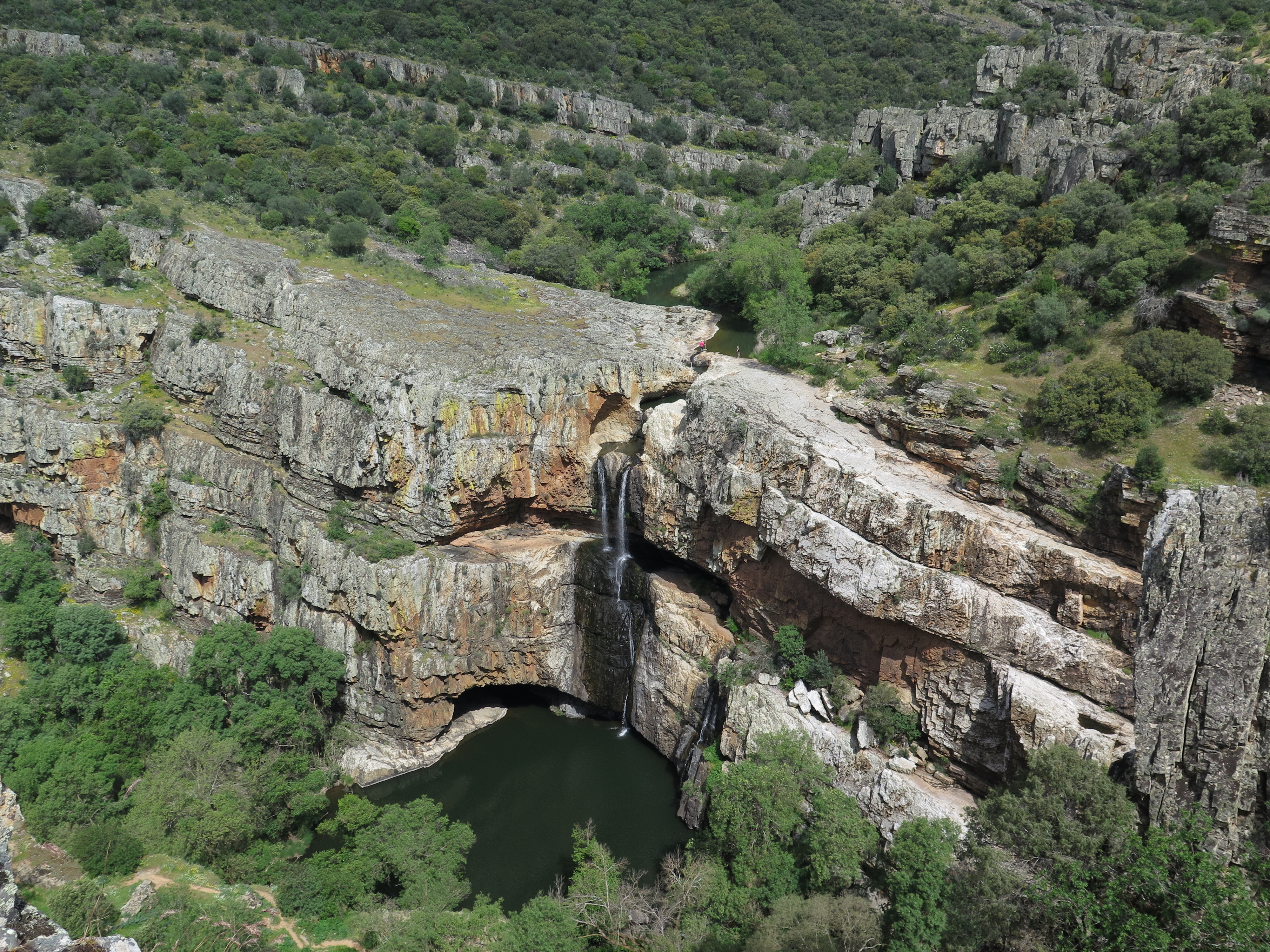
Vista general de la Cascada de La Cimbarra.

## Vegetación
La vegetación es la típica de las manchas de monte y matorral mediterráneos, abundando el alcornoque, encina, quejigo y algunas repoblaciones de pinos piñoneros y pinos negrales. La vegetación ripícola está dominada por sauces, fresnos, alisos y algún que otro olmo.

## Fauna
En el río todavía sobrevive la nutria, y en el monte abundan los pequeños carnívoros como el zorro, gineta, tejón, gato montés, y en menor medida el lince. Entre las aves el águila real, águila perdicera y águila imperial, y en el río se puede observar al martín pescador. En invierno el buitre negro y el buitre leonado.